# Float (album Flogging Molly)
Float è il quarto studio album della band folk punk/celtic punk Flogging Molly.

## Il disco
È stato pubblicato il 4 marzo 2008 ed ha debuttato alla posizione numero 4 nella Billboard 200 Chart, vendendo circa 48 000 copie nella sua prima settimana e raggiungendo anche la posizione numero 1 nella Billboard Independent Charts e la numero 2 nella Billboard Alternative charts.

## Tracce
1. Requiem for a Dying Song – 3:30
2. (No More) Paddy's Lament – 3:24
3. Float – 4:53
4. You Won't Make a Fool Out of Me – 2:43
5. The Lightning Storm – 3:29
6. Punch Drunk Grinning Soul – 4:20
7. Us of Lesser Gods – 3:19
8. Between a Man and a Woman – 3:21
9. On the Back of a Broken Dream – 3:21
10. Man With No Country – 3:04
11. The Story So Far – 4:11

## Formazione
- Dave King - voce, chitarra acustica, bodhrán, banjo, spoons, cori
- Bridget Regan - fiddle, tin whistle, uilleann pipes, cori
- Dennis Casey - chitarra elettrica, cori
- Nathen Maxwell - basso, voce
- Bob Schmidt - mandolino, mandola, banjo, bouzouki, cori
- George Schwindt - batteria, percussioni, bodhran